# رومئو و ژولیت (فیلم ۱۹۱۶)
رومئو و ژولیت (انگلیسی: Romeo and Juliet) یک فیلم صامت رمانتیک به کارگردانی جی. گوردون ادواردز است که در سال ۱۹۱۶ منتشر شد. از بازیگران آن می‌توان به ثیدا بارا (در نقش ژولیت) اشاره کرد.
این فیلم که بر اساسِ تراژدیِ رومئو و ژولیت اثرِ ویلیام شکسپیر ساخته شد، در استودیوی کمپانی فاکس در فورت لی، نیوجرسی تصویربرداری گردید و هیچ نسخه‌ای از آن باقی نمانده است.

## بازیگران
- ثیدا بارا (در نقش ژولیت)
- هری هیلیارد (در نقش رومئو)
- والتر لاو
- جان وب دیلون
- آلیس گِیل
- ویکتوری بیت‌من
- جِین لی
- هلن تریسی
- اِلوین ایتِن
- کاترین لی
- ادوارد هولت